# 卡斯泰尔诺沃
卡斯泰尔诺沃（義大利語：Castelnuovo），是意大利特伦托自治省的一个市镇。总面积13平方公里，人口991人，人口密度76.2人/平方公里（2009年）。ISTAT代码为022049。